# Существенно особая точка
Изолированная особая точка {\displaystyle z_{0}} функции {\displaystyle f(z)}, 
голоморфной в некоторой проколотой окрестности этой точки, 
называется существенно особой, если предел {\textstyle \lim _{z\to {z_{0}}}f(z)} не существует. 

## Критерий существенно особой точки
Точка {\displaystyle z_{0}} является существенной особой точкой функции {\displaystyle f(z)} тогда и только тогда, когда в разложении функции {\displaystyle f(z)} в ряд Лорана в проколотой окрестности точки {\displaystyle z_{0}} главная часть содержит бесконечное число отличных от нуля членов, то есть в разложении 
{\displaystyle f(z)=\sum _{k=-\infty }^{\infty }{f_{k}}(z-z_{0})^{k}}
число коэффициентов  {\displaystyle f_{k}\neq 0}, {\displaystyle k<0}, бесконечно.

## Теорема Сохоцкого — Вейерштрасса
Каким бы ни было комплексное число {\displaystyle B}, для любого {\displaystyle \varepsilon >0} в любой окрестности существенно особой точки {\displaystyle z_{0}} найдется точка {\displaystyle z}, такая, что {\displaystyle |f(z)-B|<\varepsilon }.